# For your love (Sandra Reemer)
For your love is een single van Sandra Reemer. Het is afkomstig van haar album She's the one. Het is voor zover bekend de laatste single van Reemer die op vinyl verscheen. Reemer zong het liedje onder meer voor de BRT. Haar kleding werd toen al jaren verzorgd door Addy van den Krommenacker, die haar hier in een jurkje van Versace stak.
Zowel de A- als de B-kant werden geschreven en geproduceerd door Rob en Ferdi Bolland. Bolland en Bolland namen ook het merendeel van de muziekinstrumenten voor hun rekening op For your love. Die laatste was toen “Meneer Reemer”.
For your love haalde de Nederlandse en Belgische hitparades niet.
Sandra Reemer

Al di là · Stille nacht, heilige nacht · 'k Zweef aan m'n ballonnetje · Gloria, gloria · Sluimer zacht · Singapura · Hoe leit dit kindeke · Mijn gitaar · Kopi susu · Als jij maar wacht · Een bos rozen · Heimwee · Mijn concert · Teddy song · Jij vergeet · Since you have gone · (I've got) A love like a rainbow · Simon Zealotes · Love me, honey · The party's over · Trust in me · This is your heartbeat · How little we know · Colorado · Nothing's gonna change · It hurts to be in love · America here I come · Indonesia · Get it on · Rien ne va plus · Fly like an angel · Gold · All out of love · Sleep with me tonight · Laughter in the rain · Goodnight, sweetheart, goodnight · Smoke gets in your eyes · La colegiala · For your love · He was the one · Love is cruel · Domenica · The last goodbye · Mensen zoals jij · Kom naar me toe · Alles wat ik wil · Een boom voor het leven · De mooiste droom is vogelvrij
Sandra en Andres

Storybook children · Somethin' in my heart · For the first time in my life · Reach for the moon · Let us pray together · Love is all around · Those words · Que je t'aime · Mary Madonna · Als het om de liefde gaat · Mama mia · Auntie · Aime-moi · Dzjing boem! · True love · You believed · Oh, nous sommes très amoureux
Dutch Divas

Work that body · From New York to L.A.